# ベニツツバナ
ベニツツバナ（紅筒花、別名ツツサンゴバナ、学名：Odontonema strictum）はキツネノマゴ科オドントネマ属またはベニツツバナ属の草本性の常緑低木。
本種の学名については、YListではO. strictumとしているが、POWOではO. strictumをO. tubaeformeのシノニムとしている。本項における学名は前者に従い表記する。

## 特徴
高さ1–2 m。根元で枝分かれし、株立ち状になる。葉は長さ10–30 cmの楕円形で先は尖り、単葉で全縁、対生する。葉柄は1.5 cmほど。托葉は無く、葉や茎は草質。長さ10–30 cmの穂状の円錐花序を頂生または腋生する。花は赤く、長さ3 cmの筒状で、チョウが吸蜜に訪れる。花冠は直径1.3 cm、先端は5裂する。花後、隣接する萼が連なり鶏冠状を呈する。開花期は夏～冬とも周年開花ともされるが、秋以降にピークを迎え、深紅の筒状の花を多数つける様子は花の少ない時期に目を引く。果実は褐色の蒴果で、長さ2 cm前後のこん棒形。

## 分布と生育環境、利用
メキシコ～中南米原産。生け垣、庭木、公園樹に利用される。熱帯地方に広く帰化し、南西諸島などでは植栽から逸出、山地の人里近い湿った林縁などで群生がみられる。半日陰でもよく育ち、挿し木で容易に繁殖可能。

## ギャラリー
2024年12月 東京都板橋区 熱帯環境植物館
- 温室への植栽
- 花

2024年10月 沖縄県石垣市
- 野外での生育
- 花